# Loboglossa scotodoides
Loboglossa scotodoides es una especie de coleóptero de la familia Mycteridae.

## Distribución geográfica
Habita en Chile.